# Wimbledon Heights
Wimbledon Heights is een plaats in de Australische deelstaat Victoria en telt 386 inwoners (2006).